# Ritratto di ignoto di Osimo
Il Ritratto di ignoto  di Osimo (AN) è una testa marmorea della scultura romana dell'ultima fase repubblicana, uno dei migliori esempi superstiti della fase "veristica" del ritratto romano repubblicano.

## Storia e descrizione
In questa testa, alta 31 cm, è effigiato un anziano con caratteristiche che ben individuano la caratterizzazione della corrente "verista" nella scultura romana, stile era coevo e parallelo al "barocco" ellenistico, proveniente dalla Grecia e dall'Asia Minore.
Il personaggio effigiato, rapportabile al cosiddetto patrizio Torlonia, ha infatti il volto e il collo solcato da profonde rughe, a simboleggiare la dura vita del patriziato romano, sostenendo quindi le rivendicazioni del tempo di Silla contro le classi subalterne. La capigliatura è rada e aderente, gli occhi infossati e le labbra sottili e serrate. Lo stile di queste opere è secco e minuzioso nella resa dell'epidermide solcata dagli anni e dalle dure condizioni della vita tradizionale contadina. 
L'artista era probabilmente di Auximum (l'antica Osimo) e il suo modellato è molto accurato e fine, che esalta e sottolinea i caratteri fisionomici individuali, a scapito anche di un'armonia d'insieme e della valenza psicologica, sostituita da un accenno patetico dello sguardo.